# جيسي جيمس ليجا
جيسي جيمس ليجا (بالإنجليزية: Jesse James Leija)‏ مواليد 8 يوليو 1966 في سان أنطونيو، هو ملاكم أمريكي سابق صنّف ضمن فئة وزن الريشة.

## إحصائيات
خاض خلال مسيرته 57 نزالا، فاز في 47 وتعادل في 2 وخسر في 7. فاز بالضربة القاضية في 19 نزالا.

## وصلات خارجية
- جيسي جيمس ليجا على موقع بوكس ريك (الإنجليزية) (registration required)
- الموقع الرسمي